# Nana Best
Albums par Anna Tsuchiya
ANNA TSUCHIYA Inspi' Nana (Black Stones)
(2007) Nudy Show!
(2008)
Albums par Olivia
OLIVIA inspi' REIRA (TRAPNEST)
(2007)
EPs par Olivia
Trinka Trinka
(2008)
Compilations par Olivia
Greatest Hits
(2010)
Singles
Nana Best est un album compilation d'Anna Tsuchiya et d'Olivia, contenant des titres interprétés séparément par Anna Tsuchiya et Olivia dans le cadre de la série anime Nana, dont elles incarnent les héroïnes chanteuses sur disque. L'album sort sous le label Cutting Edge le 21 mars 2007 au Japon et le 25 juillet 2008 en Europe. Il se vend à 11 521 exemplaires la première semaine, et reste classé pendant 5 semaines, pour un total de 16 538 exemplaires vendus. L'album sort en format CD et CD+DVD, en Europe, il sort en format CD.

## Présentation
Cet album reprend les thèmes de l'anime Nana précédemment sortis en singles sous les identités de ANNA TSUCHIYA inspi' NANA (BLACK STONES) et OLIVIA inspi' REIRA (TRAPNEST) ; il contient aussi 4 chansons inédites : une reprise de Anarchy in the U.K. des Sex Pistols par Anna Tsuchiya, une version Studio Live Version de Lucy par Anna Tsuchiya, une nouvelle chanson par Olivia Nothing's Gonna Take Me Love, et enfin une version live de la chanson Recorded Butterflies par Olivia.

## Liste des titres de l'album japonais
| 1.  | rose (ANNA TSUCHIYA inspi' NANA (BLACK STONES))                       | 3:51 |
| 2.  | a little pain (OLIVIA inspi' REIRA (TRAPNEST))                        | 5:19 |
| 3.  | zero (ANNA TSUCHIYA inspi' NANA (BLACK STONES))                       | 3:52 |
| 4.  | Wish (OLIVIA inspi' REIRA (TRAPNEST))                                 | 3:47 |
| 5.  | Starless Night (OLIVIA inspi' REIRA (TRAPNEST))                       | 4:18 |
| 6.  | Kuroi Namida (ANNA TSUCHIYA inspi' NANA (BLACK STONES)) (黒い涙)      | 5:12 |
| 7.  | Lucy (ANNA TSUCHIYA inspi' NANA (BLACK STONES))                       | 3:30 |
| 8.  | stand by me (ANNA TSUCHIYA inspi' NANA (BLACK STONES))                | 4:50 |
| 9.  | Shadow of Love (OLIVIA inspi' REIRA (TRAPNEST))                       | 4:26 |
| 10. | Winter sleep (OLIVIA inspi' REIRA (TRAPNEST))                         | 6:01 |
| 11. | Anarchy in the U.K. (ANNA TSUCHIYA inspi' NANA (BLACK STONES))        | 3:25 |
| 12. | Lucy ~Studio Live Version~ (ANNA TSUCHIYA inspi' NANA (BLACK STONES)) | 3:34 |
| 13. | Nothing's gonna take my love (OLIVIA inspi' REIRA (TRAPNEST))         | 4:35 |
| 14. | Recorded Butterflies ~Live Version~ (OLIVIA inspi' REIRA (TRAPNEST))  | 4:56 |

| 1.  | rose (TV Animation)                              |  |
| 2.  | a little pain (TV Animation)                     |  |
| 3.  | Wish (TV Animation)                              |  |
| 4.  | Starless Night (TV Animation)                    |  |
| 5.  | Kuroi Namida (TV Animation) (黒い涙)             |  |
| 6.  | Lucy (TV Animation)                              |  |
| 7.  | stand by me (TV Animation)                       |  |
| 8.  | Winter sleep (TV Animation)                      |  |
| 9.  | Kuroi Namida (Original Animation) (黒い涙)       |  |
| 10. | Lucy (Original Animation)                        |  |
| 11. | a little pain ~Studio Live~ (Original Animation) |  |
| 12. | Wish (Original Animation)                        |  |